# Pete Clemenza
Peter Clemenza este un personaj fictiv din romanul lui Mario Puzo, The Godfather dar și din două din cele trei filme bazate pe carte . Este interpretat de actorul nominalizat la Oscar Richard Castellano și de Bruno Kirby în tinerețe.